# Seenotrettung

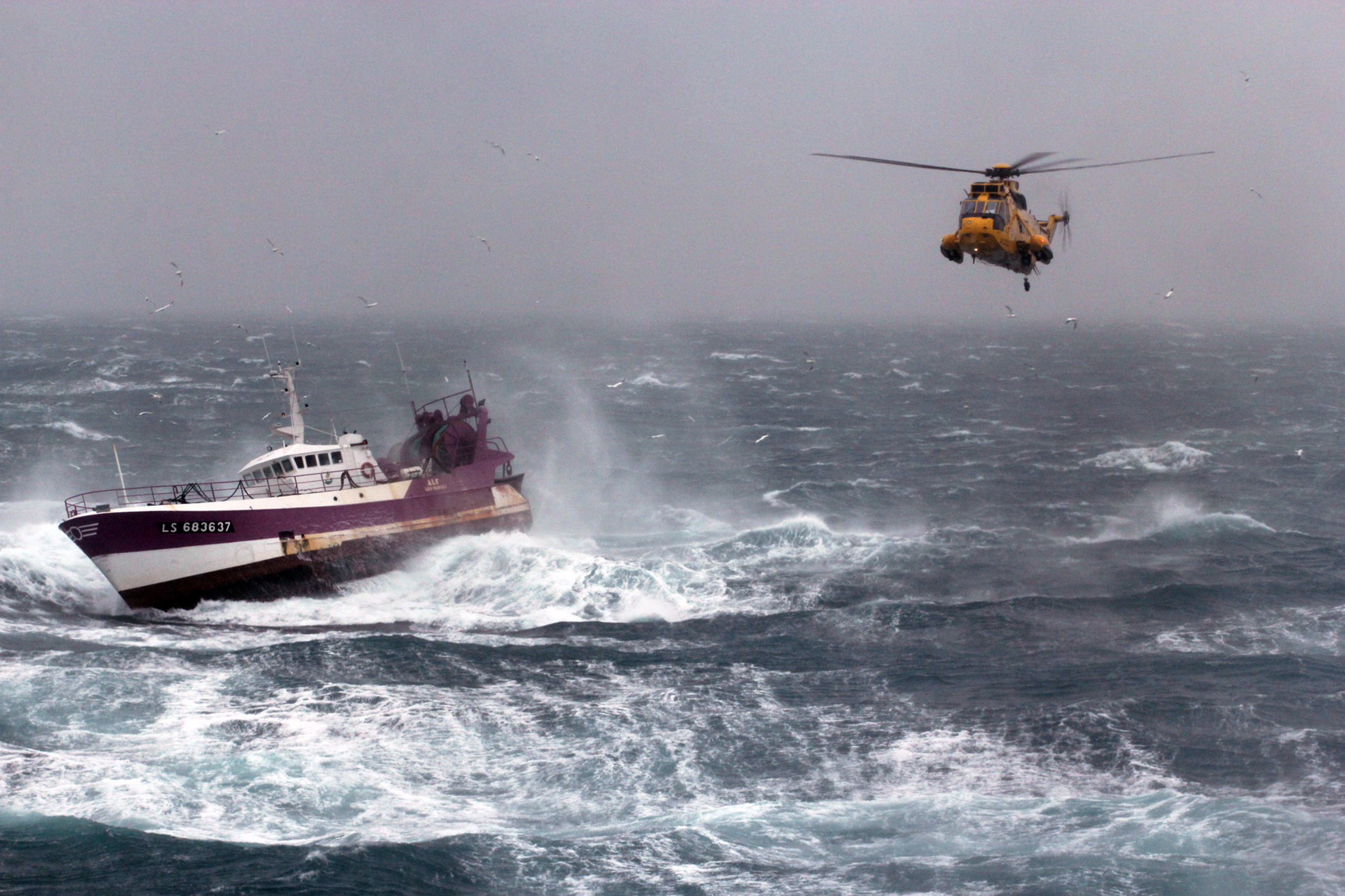
Luftrettung, nachdem ein Fischtrawler im Windschatten der HMS Echo „ruhigere“ Gewässer erreicht hat, 2013

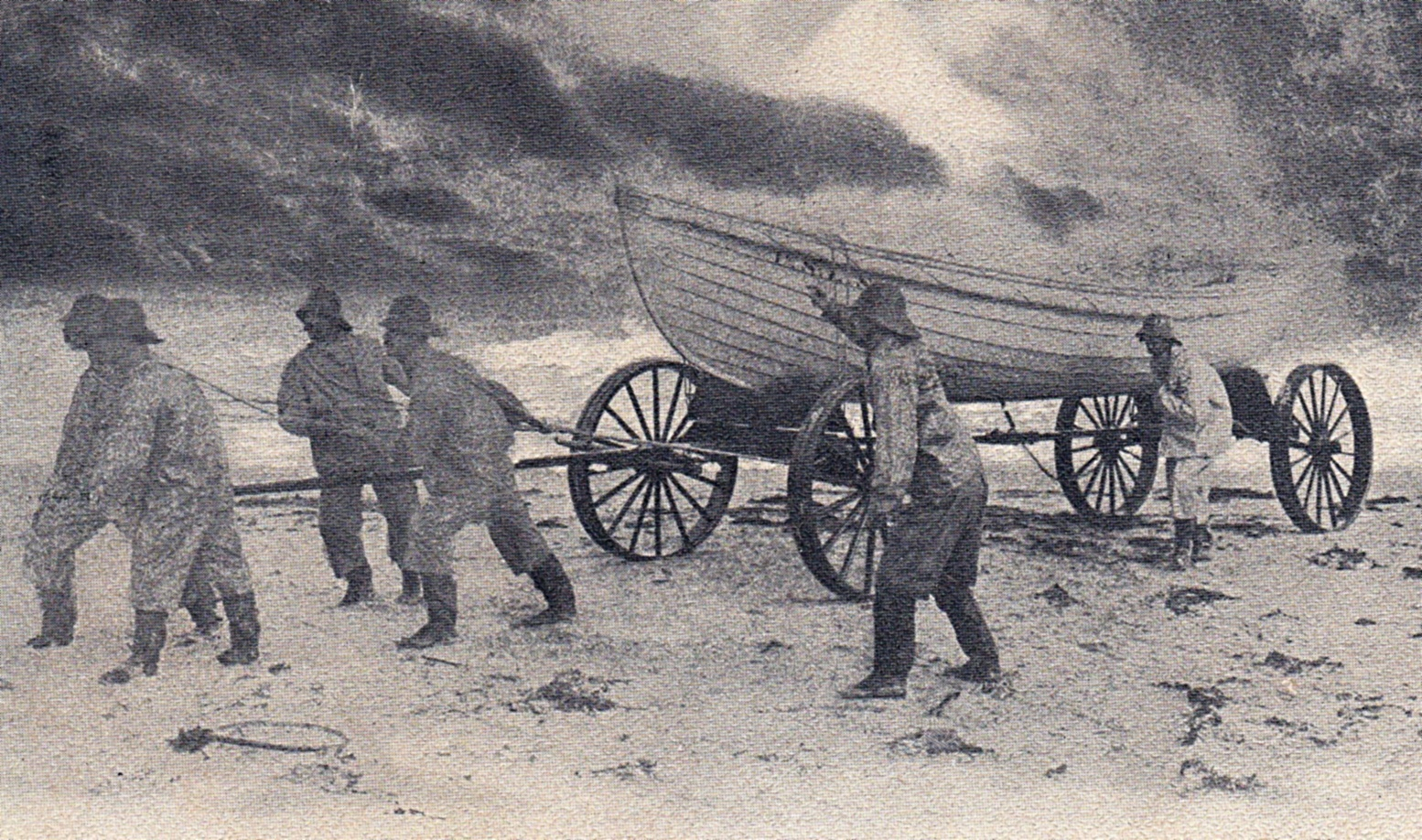
Rettungsboot wird vor Cape Cod zu Wasser gebracht, um 1900

Seenotrettung ist die Hilfe für in Seenot geratene Menschen. Zu den Tätigkeiten gehören die Rettung von Schiffbrüchigen, die Brandbekämpfung auf See und die Suche nach Vermissten. Gemäß internationalem Seerecht, unter anderem festgehalten im Seerechtsübereinkommen, den SOLAS-Abkommen und dem Internationalen Übereinkommen von 1979 zur Seenotrettung sind alle Küstenstaaten verpflichtet, in ihrem Seegebiet die Rettung Schiffbrüchiger durch geeignete Mittel sicherzustellen, wobei die Rettung hilfsbedürftiger Menschen auf See eine Verpflichtung an alle Schiffe und Besatzungen darstellt.

## Völkerrecht
Auf Initiative des Comité Maritime International wurde im Jahr 1910 die Erste Diplomatische Seerechtskonferenz in Brüssel einberufen. Für die Seenotrettung wurden in dem Übereinkommen zur einheitlichen Feststellung von Regeln über den Zusammenstoß von Schiffen und dem Übereinkommen zur einheitlichen Feststellung von Regeln über die Hilfeleistung und Bergung in Seenot internationale Regeln für die Seenot erstmals kodifiziert. Die Pflicht eines jeden Schiffsführers zur Seenotrettung in Artikel 11 des Übereinkommen zur einheitlichen Feststellung von Regeln über die Hilfeleistung und Bergung in Seenot lautete:
Das erste SOLAS-Übereinkommen entstand im Jahr 1913 als Reaktion auf das Unglück der Titanic, bei dem sich herausstellte, dass eine einheitliche Alarmierung für sich in Not befindliche Schiffe und auch ein Mindeststandard bezüglich der Rettungsausrüstung nötig ist.
Auf der SOLAS-Konferenz 1960 wurden die Bestimmungen zur Schaffung von Seenotrettungseinrichtungen und weitere Maßnahmen beschlossen, die die Sicherheit in küstenfernen internationalen Gewässern verbessern sollten. Dazu zählen Schiffe und Flugzeuge zur Suche und Rettung (Search and Rescue Units kurz SRUs), Küstenfunkstellen (Coast Radio Stations CSR), Rescue Coordination Centres vor zu halten und die Förderung des Aufbaus eines Positionsmeldesystems für Handelsschiffe sowie von Notfunkbaken. Auch die Zusammenarbeit der Internationalen Seeschifffahrts-Organisation (IMO) mit den Internationalen Organisationen für zivile Luftfahrt (ICAO), für Telekommunikation (ITU) und für Meteorologie (WMO) wurde verabredet. In der International Convention on Maritime Search and Rescue 1979 in Hamburg wurde die Aufteilung in 13 globale Seenotrettungsgebiete und die gegenseitige Zusammenarbeit der jeweiligen Anrainerstaaten verabredet. Mit den Mitgliedsstaaten der IMO wurden in den folgenden Jahren individuelle Seenotrettungsregionen (SRR) vereinbart, für die die Nationalstaaten den Aufbau und Unterhalt von Seenotrettungseinrichtungen sicherstellen sollen. 1997 beschlossen die IMO und die ICAO die Koordination von Rettungsaktionen auf den Meeren zu bündeln und in vielen Ländern wurden die Maritime Rescue Coordination Centres mit den Air Rescue Coordination Centres zu gemeinsamen Joint Rescue Coordination Centres zusammengefasst.
Nach internationalem Seerecht (SOLAS von 1974 und Internationales Übereinkommen von 1979 zur Seenotrettung) und seemännischer Tradition ist jeder Schiffsführer auf hoher See innerhalb seiner Möglichkeiten verpflichtet, unabhängig von Nationalität, Status und Umständen, in welchen sich die Hilfesuchenden befinden, bei Seenot unverzüglich Hilfe zu leisten, wenn er über eine konkrete Notsituation informiert wird. Staaten haben nach SAR-Konvention von 1979 bei Seenot ebenfalls Hilfe zu leisten und die Hilfesuchenden medizinisch zu versorgen und schnell an einen sicheren Ort zu bringen. Dabei koordinieren die staatlichen Seenotleitstellen (Maritime Rescue Coordination Centers) die Rettungsmaßnahmen. Staaten sollen für Schutzsuchende zusätzlich das in diversen Konventionen enthaltene non-refoulement-Gebot beachten, nach dem nicht an einen unsicheren Ort zurückgeführt werden darf. Nur in Häfen oder Küstennähe kann ein Schiff ausgebessert und versorgt werden und ist nicht den Naturgewalten der hohen See ausgeliefert, deshalb entstand schon früh des Nothafenrecht als Völkergewohnheitsrecht. Es beruht auf dem Ausnahmezustand von Notstand (Gefahr für das Leben) oder Notwendigkeit (sonstige Gefahren) bei Seenot, das dem Kapitän des Schiffes das Anlaufen eines geeigneten Hafens ermöglicht. Seenot liegt dabei vor, wenn aus Sicht des Kapitäns bei pflichtgemäßer Ermessensausübung eine unüberwindliche und zwingende Notlage mit Gefahr für Schiff, Ladung oder darauf befindliche Menschen besteht. Der Ausnahmetatbestand beschränkt die souveräne Entscheidungsfreiheit des betroffenen Küsten- oder Hafenstaates zum Zugang fremder Schiffe in seine Hoheitsgewässer und die Legislativ- und Exekutivgewalt über in Seenot eingelaufene fremde Schiffe.
Die IMO hat Handbücher und Prinzipien erarbeitet, die rechtlich nicht bindend sind, aber soweit praktisch anwendbar einen Mindeststandard für die Umsetzung der SAR-Konvention bilden. Die beiden wichtigsten Dokumente sind das International Aeronautical and Maritime Search and Rescue Manual (IAMSAR) und die 2004 veröffentlichten Richtlinien zum Umgang mit geretteten Personen auf See.
Das Seerechtsübereinkommen der Vereinten Nationen (englisch „United Nations Convention on the Law of the Sea“, UNCLOS) definiert die sogenannte 200-Meilen-Zone als Ausschließliche Wirtschaftszone des jeweiligen Staates. Jeder Staat ist verantwortlich für die Infrastruktur zur Seenotrettung in diesem Gebiet, er kann dafür seine Streitkräfte ausrüsten oder eine zivile Organisation beauftragen. In vielen westeuropäischen Staaten sind die Wasserrettungsorganisationen spendenfinanzierte Freiwilligenorganisationen, so in Deutschland, Frankreich oder England.
Die Meere sind in Seenotrettungszonen (SAR Zone) unterteilt, für die eine jeweilige Seenotrettungsleitstelle (Maritime Rescue Coordination Center, kurz: MRCC) die Benachrichtigung und Koordination bei Seenotfällen übernimmt. Zur Benachrichtigung und Kommunikation wurde das Global Maritime Distress and Safety System (GMDSS) aufgebaut.

## Strafrechtliche Regelungen beim Unterlassen von Seenotrettung
Verstöße gegen die Pflicht zur Seenotrettung sind völkerrechtlicher Natur und können nur auf zwischenstaatlicher Ebene Konsequenzen haben.
Für einfache Menschen kann unterlassene Seenotrettung aber nach einzelstaatlichem Recht strafbar sein, sofern der im jeweiligen Einzelfall zuständige Staat diese unter Strafe gestellt hat. In Küstengewässern ist nach Art. 2 SRÜ das Recht des Küstenstaates anwendbar (Territorialprinzip), gleichzeitig ist auch das Recht des Flaggenstaates des durchfahrenden Schiffes anwendbar (Flaggenstaatsprinzip). Die Strafgerichtsbarkeit des Küstenstaates erfährt Einschränkungen. Zum einen kann der Küstenstaat eine Person auf einem fremden Schiff nur ausnahmsweise festnehmen oder dort Untersuchungshandlungen vornehmen, wenn eine besondere Beziehung zum Küstenstaat besteht (Art. 27 Abs. 1 SRÜ) oder das fremde Schiff aus dem inneren Gewässer des Küstenstaates kommt (Art. 27 Abs. 2SRÜ). Die Strafgewalt des Küstenstaates muss also grundsätzlich der des Flaggenstaates weichen. Zum anderen haben fremde Schiffe das Recht der friedlichen Durchfahrt durch das Küstenmeer (Art. 17 SRÜ), d. h. sie dürfen das Küstenmeer zügig ohne Einschränkungen durch den Küstenstaat durchqueren (Art. 18 SRÜ), solange sie nicht den Frieden, die Ordnung oder die Sicherheit des Küstenstaates stören (Art. 19 SRÜ). Ereignet sich ein strafrechtsrelevantes Ereignis in der ausschließlichen Wirtschaftszone oder auf Hoher See, so gilt allein das Recht der Flaggenstaaten der beteiligten Schiffe.
Der Flaggenstaat ist nach Art. 98 Abs. 1 des Seerechtsübereinkommens verpflichtet, die Vorgaben der Seerechtskonvention in nationales Recht umzusetzen.
Durch Deutschland ist dies mit der Verordnung über die Sicherung der Seefahrt (SeeFSicherV) erfolgt, die jeden Schiffsführer zur Hilfeleistung verpflichtet. Verstöße stellen Straftaten nach § 323c StGB oder Ordnungswidrigkeiten nach § 10 Abs. 1 Nr. 1 SeeFSicherV dar.
Im Codice della Navigazione hat der Staat Italien die Verpflichtung zur Seenotrettung gesetzlich verankert. Artikel 1158 des Regelwerks legt dabei eine Strafe von bis zu 2 Jahren Gefängnis bei Unterlassung der Hilfeleistung für Führer von Schiffen, Wasserfahrzeugen und Luftfahrzeugen fest, die sich bei Verletzungs- oder Todesfolge des Unterlassens um mehrere Jahre erhöhen kann.

## Organisationen

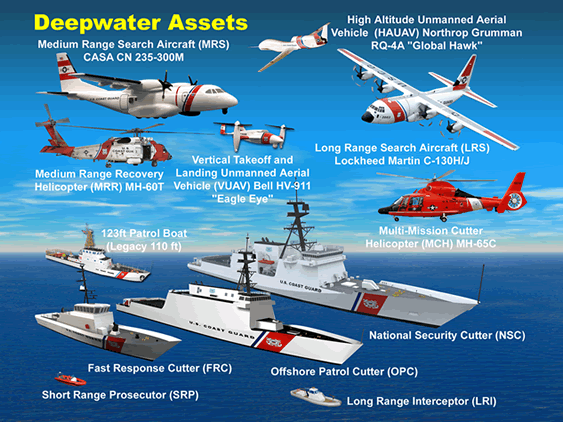
Das Integrated Deepwater System-Programm der United States Coast Guard (USCG)

Auf Seenotrettung spezialisierte Organisationen operieren meist in Küstennähe und viele sind Nichtregierungsorganisationen. Einige dieser spendenfinanzierten Freiwilligenorganisationen bieten zusätzlich Bootssicherheitsdienste und ähnliche Leistungen an oder arbeiten als Vertragspartner für staatliche Institutionen. Staatliche Seenotrettung findet durch Organisationen wie die Küstenwache, den Zoll oder das Militär statt, wobei nicht nur spezielle Seenotrettungsboote, sondern auch Patrouillenboote, Eisbrecher, Forschungs- und Kriegsschiffe für Seenotrettungseinsätze vorbereitet und einsetzbar sind.
International unterhalten die Küstenstaaten Leitstellen zur Koordination der Seenotrettung, so genannte Maritime Rescue Coordination Centres. Diese Stellen koordinieren im Seenotfall die zur Verfügung stehenden Kräfte. Weiterhin können eventuell erforderliche Einheiten ausländischer Seenotrettungsdienste alarmiert werden, sofern dies notwendig und möglich ist. Regelmäßig grenzüberschreitende Einsätze finden beispielsweise im Grenzgebiet von Deutschland und den Niederlanden statt.
- Deutsche SAR-Region: Im Gegensatz zu anderen Staaten hat die Bundesrepublik Deutschland die in der SOLAS-Konvention und im Internationalen Übereinkommen über Seenotrettung von 1979 festgelegten Aufgaben über Suche und Rettung auf See an die privatrechtliche, spendenfinanzierte Vereinigung Deutschen Gesellschaft zur Rettung Schiffbrüchiger (DGzRS) übertragen. In § 1 Nr. 7 Seeaufgabengesetz (SeeAufgG) ist geregelt, dass dem Bund die Vorsorge für den in Seenotfällen erforderlichen Such- und Rettungsdienst als Staatsaufgabe obliegt. Trotz ihrer privaten Organisationsform ist die (DGzRS) in die deutsche Seesicherheitsarchitektur einbezogen, wobei bislang ungeklärt ist, ob sie als öffentlich-rechtlich Beliehene oder bloße Verwaltungshelferin der Bundesrepublik Deutschland handelt. Die Kooperation ist historisch gewachsen, da die DGzRS seit dem 29. Mai 1865, also lange vor Gründung der Bundesrepublik in der Seenotrettung tätig ist. Die DGzRS kooperiert mit der Wasserschutzpolizei, der Bundespolizei, dem Zoll, der Wasser- und Schifffahrtsverwaltung und der Marine, die bei Seenotfällen die DGzRS unterstützen. Von besonderer Bedeutung für den Such- und Rettungsdienst ist die Kooperation mit den Marinefliegern.[20] Das Maritime Rescue Coordination Centre für die deutschen Seegebiete der Nord- und Ostsee sitzt in der DGzRS-Zentrale in Bremen als Rettungsleitstelle See oder international als MRCC Bremen. Siehe auch: Liste der Seenotrettungseinheiten der DGzRS
- Kanadische SAR-Regionen: In Kanada werden Suche und Rettung auf See durch die Kanadische Küstenwache durchgeführt.[21]
- Britische SAR-Region: hier ist Her Majesty’s Coastguard als Teil der Maritime and Coastguard Agency zuständig.[22] Der Such- und Rettungsdienst hängt stark von Freiwilligen und der spendenfinanzierten Royal National Lifeboat Institution (RNLI) und weiteren lokalen Seenotrettungsinitiativen ab. Die RNLI hat sich das Recht vorbehalten ggf. ihre Boote bei koordinierten Einsätzen selbst anzuweisen.[23][24]
- US-amerikanische SAR-Regionen: Die Aufgabe wird von der United States Coast Guard durchgeführt.[25]

## Geschichte
Durch das Mittelalter und bis ins 18. Jahrhundert war die Lebensrettung in Europa unbekannt, während es in China wahrscheinlich ab dem 13. Jahrhundert im Bereich des Jangtsekiang Vorläufer von Rettungsorganisationen gab. Schiffsuntergänge in Europa mögen von der armen Küstenbevölkerung als willkommene Möglichkeit zur Plünderung des Strandguts und der Wracks angesehen worden sein, und es soll an manchen Küsten üblich gewesen sein, Schiffsbesatzungen durch Leuchtfeuer zu irritieren, damit ihr Schiff auf Grund laufen würde. Es gab aber auch Menschen, die zu helfen versuchten, aber kaum über die technischen Hilfsmittel dazu verfügten. Das Interesse an einer funktionierenden Seenotrettung wurde von drei Faktoren befördert: Die zunehmende Seefahrt mit den Kolonien erhöhte das wirtschaftliche Interesse, die Fürsten und Landbesitzer setzten Strandwächter ein, um selbst vom Strandgut zu profitieren, und ausgehend von England und den Niederlanden entstanden in den 1770ern die ersten Human Societies, die den Gedanken der Lebensrettung verbreiteten.

### Organisierte küstennahe Seenotrettung
Die erste Seenotrettungsstation wurde von William Hutchinson am Formby Point bei Liverpool eingerichtet und ist für 1776 belegt. Im Jahr 1786 entstand in Boston die Massachusetts Humane Society, die an der Küste erste Rettungshütten errichtete und Rettungsboote stationierte. Die Gesellschaft ging 1871 im United States Live-Saving Service auf, der 1915 mit dem Küstenzoll (United States Revenue Cutter Service) in der United States Coast Guard zusammengefasst wurde. Als die britische Admiralität den Vorschlag des Quakers William Hillary zur Gründung einer Seenotrettungsorganisation ablehnte, gründete dieser im Jahr 1824 die Royal National Institution for the Preservation of Life from Shipwreck, die 1854 den Namen Royal National Lifeboat Institution annahm. Heute ist sie eine der größten und profiliertesten NGOs und mit über 200 Rettungsstationen in Großbritannien, Irland und auf den Kanalinseln vertreten. Im gleichen Jahr 1824 geschah vor der niederländischen Küste eine dramatische Rettungsaktion, bei der sechs der Retter ihr Leben verloren. Dies wurde zum Anlass genommen, um organisierte Rettungssysteme mit Rettungsstationen entlang der nördlichen und südlichen holländischen Küste aufzubauen die später zur Koninklijke Nederlandse Redding Maatschappij zusammengeschlossen wurden. Nach dem Untergang des Auswandererschiffes Johanne im Jahr 1854 vor Spiekeroog, bei dem die Menschen in Sichtweite ertranken, ohne dass es Rettungsmöglichkeiten gab, bildeten sich verschiedene private Seenotrettungsvereine an der deutschen Küste, die sich 1865 noch vor der Reichsgründung zur Deutschen Gesellschaft zur Rettung Schiffbrüchiger zusammenschlossen.

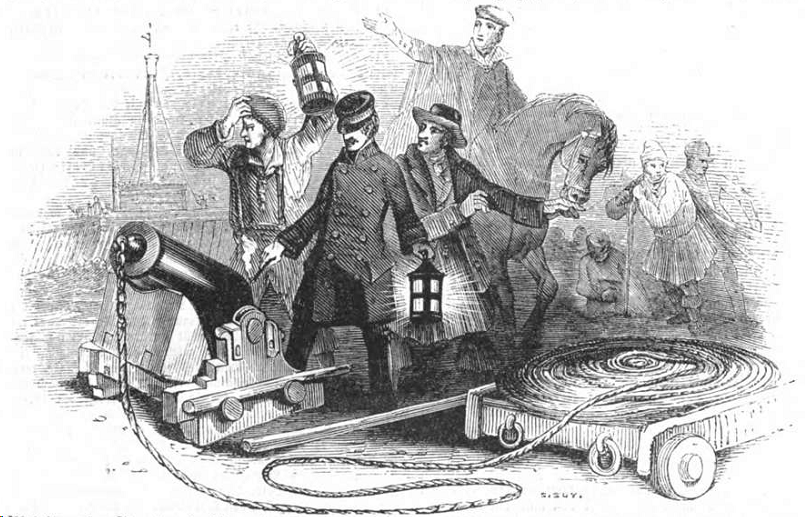
Manby-Mörser, Illustrierte Zeitung 1843

Die organisierte Seenotrettung war bis zu Beginn des 20. Jahrhunderts ohne Telekommunikation und motorgetriebene Boote auf die Küstennähe beschränkt. An manchen besonders gefahrenträchtigen Küsten begann sie mit Schutzeinrichtungen für die Seebrüchigen, wie den Schutzhütten am Kap Cod, Leuchttürmen und Hütten auf Sable Island (Graveyard of the Atlantic) oder auch nur Wegbarmachung wie am Dominion Lifesaving Trail (Graveyard of the Pacific). Ausgehend vom Vereinigten Königreich, wo Henry Greathead 1789 das erste hölzerne unsinkbare Holzboot (The Original) speziell für Seenotrettung baute, wurden an den Küsten Stationen mit speziellen Seenotrettungsbooten errichtet. Die Idee des Leinenschussgeräts wurde erstmals mit dem Manby-Mörser umgesetzt, und ermöglichte ergänzt durch die Hosenboje eine Verbindung zum Wrack und Rettungsmöglichkeit auf weniger gefährliche Art. Die Alarmierung erfolgte durch Küstenüberwachung, akustische Signale (Glocken, Schüsse) oder Leuchtraketen.

### Internationale Zusammenarbeit und Hochseerettung
Auf der SOLAS im Jahr 1913 wurde die Einrichtung und Unterstützung der International Ice Patrol beschlossen, die in den jeweiligen Sommermonaten mit mehreren Schiffen eine internationale Grundlage zur vorbeugenden Eisbergüberwachung und zur Seenotrettung in den arktischen Gewässern bildete. 1941 wurde von den Alliierten ein Netzwerk von elf stationären Wetterschiffstationen im Nordatlantik aufgebaut, das neben der Wetterbeobachtung und Navigationshilfe als Plattform zur Rettung von Piloten und Schiffsbesatzungen ausgelegt wurde und noch dreißig Jahre lang in Betrieb blieb.
Im Jahr 1924 trafen sich Seenotretter aus Dänemark, Frankreich, Japan, den Niederlanden, Norwegen, Spanien, Schweden und den USA in London zur ersten International Lifeboat Conference und gründeten die International Lifeboat Federation (ILF) die 1985 bei der IMO den Status einer beratenden NGO erhielt. Die ILF wurde 2007 in International Maritime Rescue Federation (IMRF) umbenannt und hat nach eigenen Angaben über 100 Mitgliedsorganisationen.
Anfang des 20. Jahrhunderts ermöglichte die Einrichtung des Funkverkehrs durch Guglielmo Marconi die Kommunikation mit Schiffen außer Sichtweite, und Funkstationen wie Norddeichradio wurden errichtet. Im Jahr 1958 wurde das Atlantic Merchant Vessel Emergency Reporting System (AMVER) für die nordatlantischen Schiffsrouten eingeführt und bis 1971 weltweit ausgebaut. 1982 startete der erste COSPAS-SARSAT-Satellit, und seit Ende des 20. Jahrhunderts ist mit GMDSS ein weltweit integriertes System für Schiffsverkehrsüberwachung und Seenotalarmierung in Betrieb.
Flugzeuge wurden ab 1920 von den Küstenwachen dauerhaft zur Seeüberwachung eingesetzt und ab den frühen 1930er Jahren wurden Flugboote zur Seenotrettung eingesetzt. Während des Zweiten Weltkrieges kamen Seenotrettungseinheiten wie die Seenotstaffeln der Wehrmacht zum Einsatz und Hubschrauber kamen erstmals 1944 zum Rettungseinsatz.

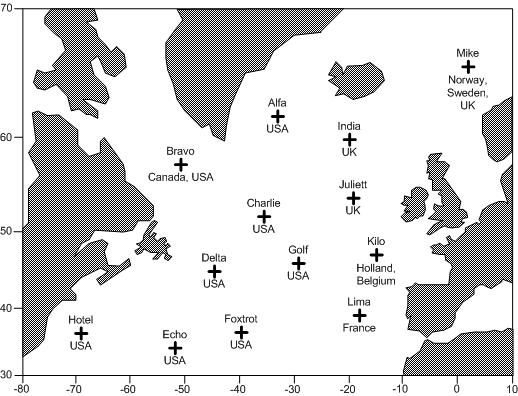
Wetterschiffstationen im Nordatlantik
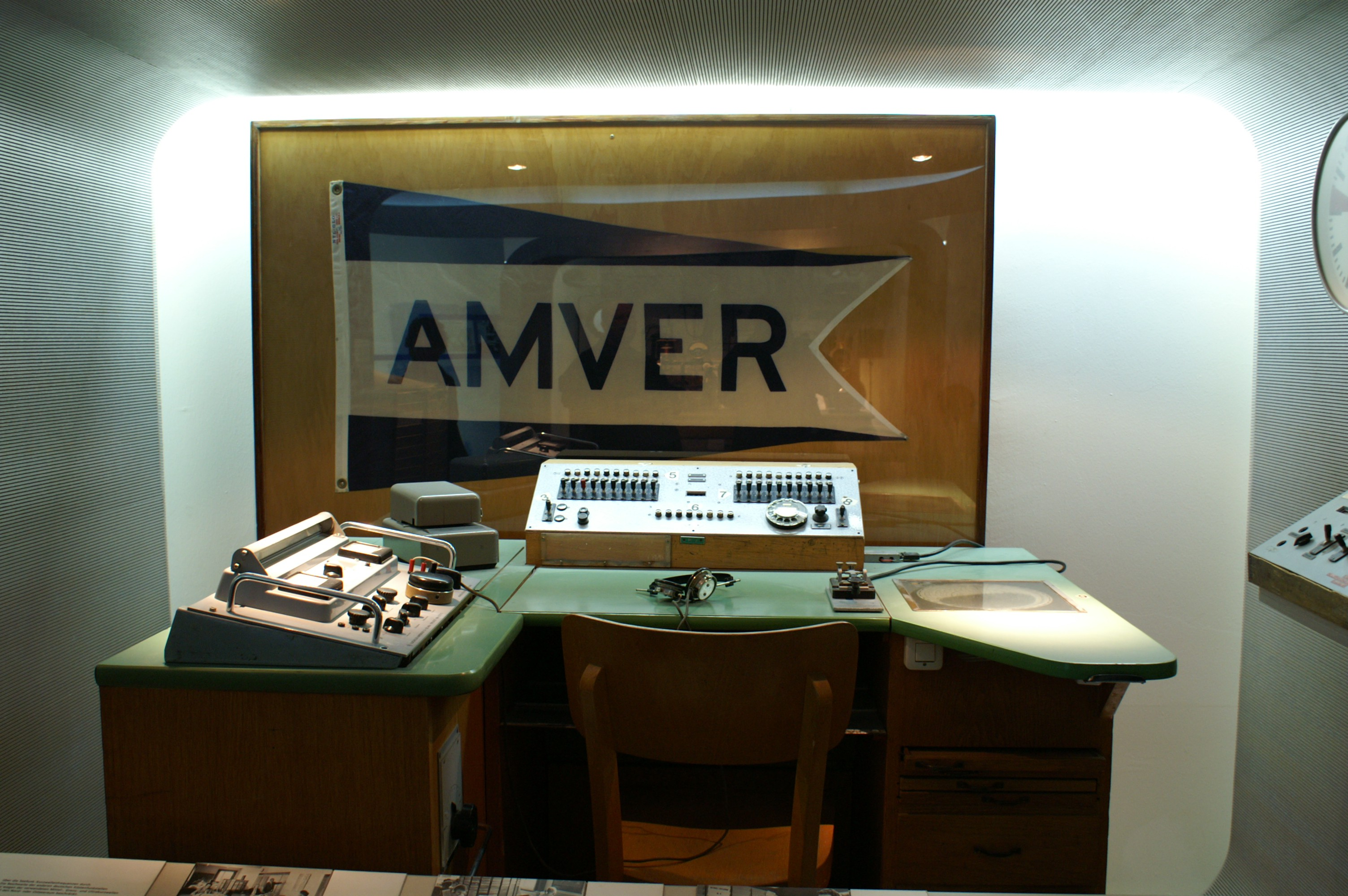
Küstenfunk Arbeitsplatz Norddeich Radio, Museum für Kommunikation Hamburg
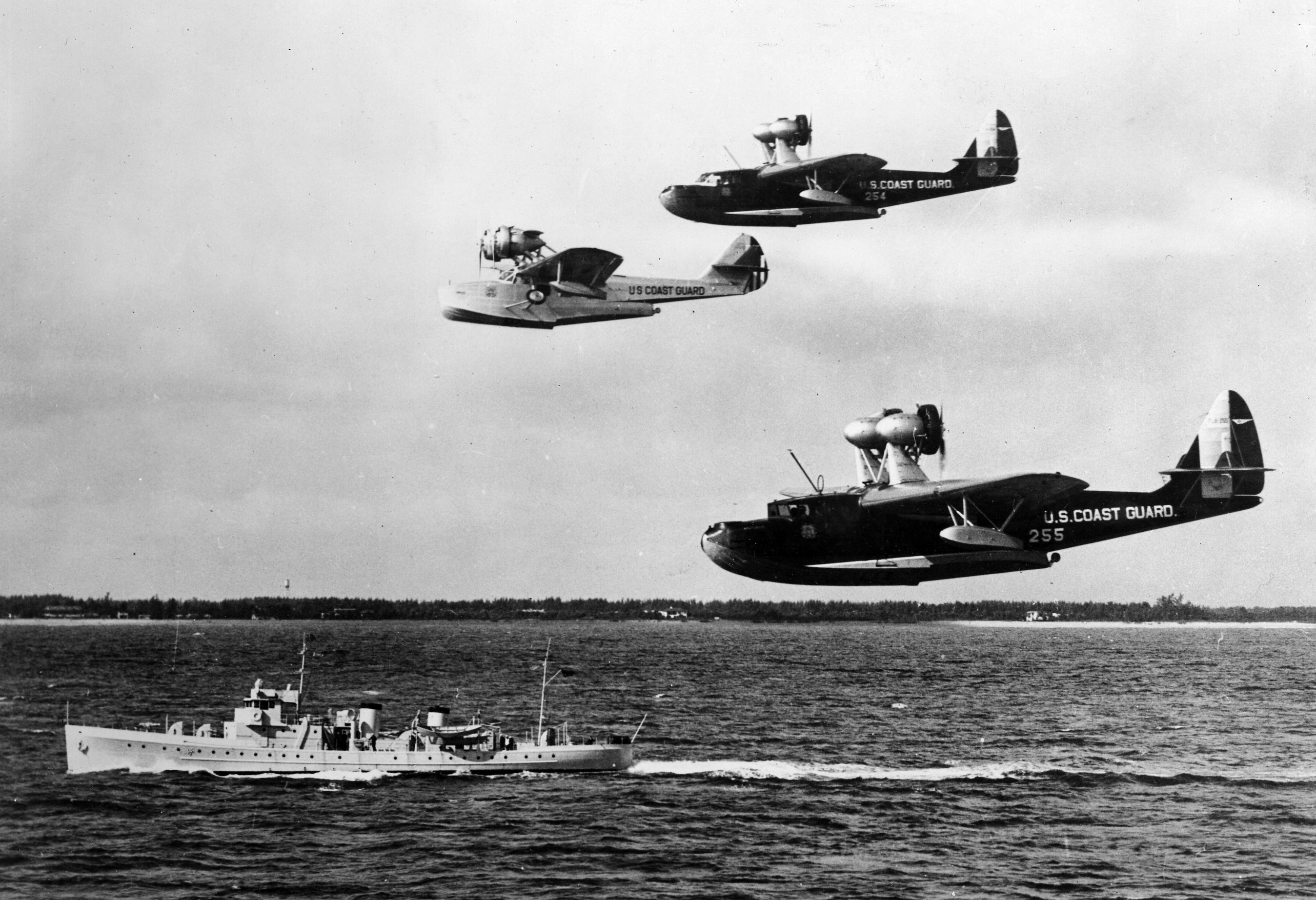
Flugboote der US Coast Guard, Miami 1934

Im Jahr 1979 gründeten europäische Intellektuelle um Bernard Kouchner, Heinrich Böll und Rupert Neudeck angesichts massenhaft ertrinkender vietnamesischer Bootsflüchtlinge und mangelhafter staatlicher Hilfe zur Rettung auf hoher See die Initiative Ein Schiff für Vietnam. Als NGOs und die Vereinten Nationen durch das UNHCR und die IOM kritisierten, dass der Frontex-Grenzschutz sich nur unzureichend um Menschen in Seenot kümmere, entstanden ab 2014 neu gegründete private Seenotrettungsorganisationen wie MOAS und Sea Watch, die Rettungsschiffe ins Mittelmeer sandten.

## Opfer unter den Rettern

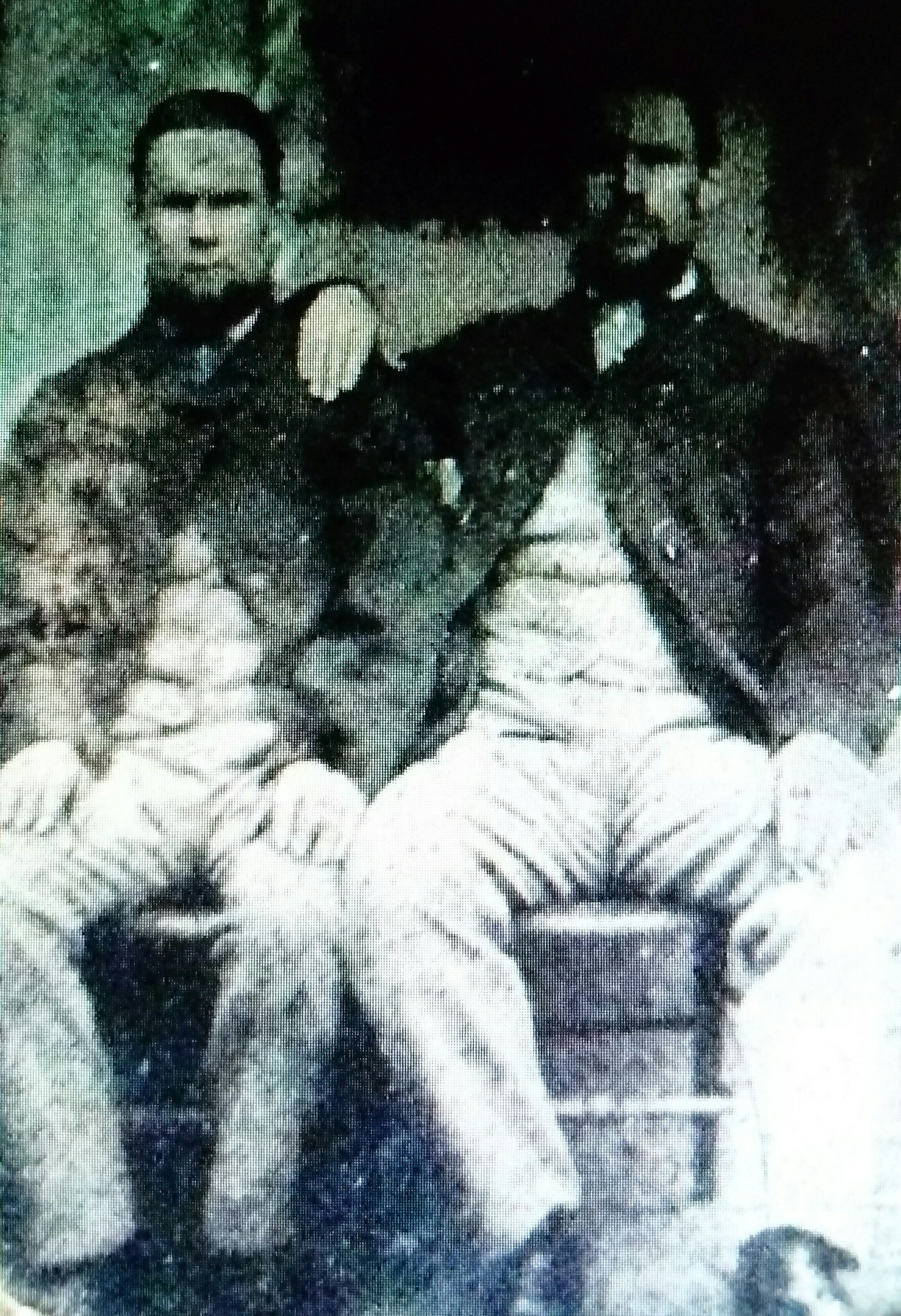
Henry Robinson und John Jackson, die zwei Überlebenden der Eliza Fernley, um 1890

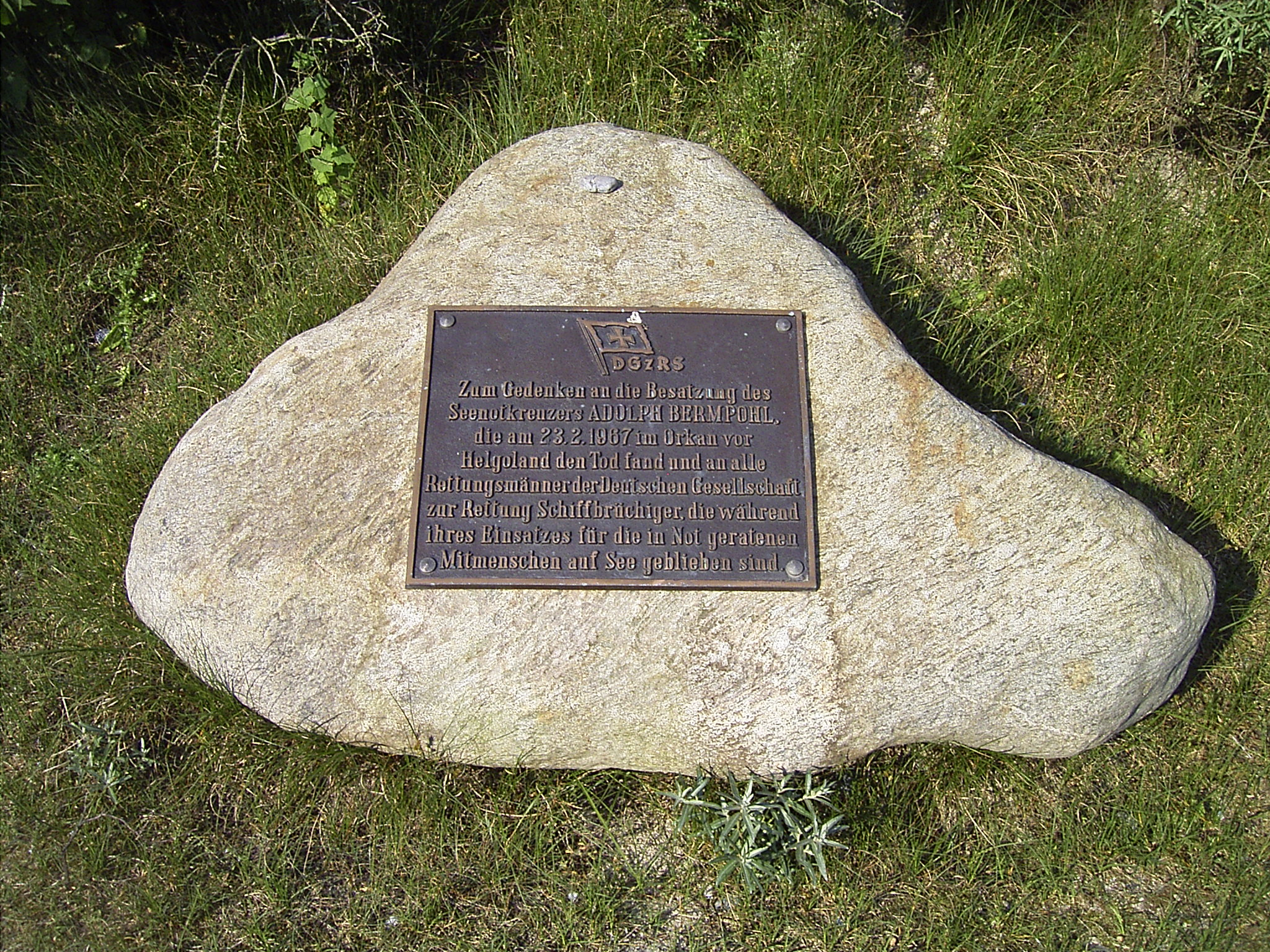
Gedenktafel für die Opfer des Unglücks der Adolph Bermpohl auf dem Friedhof der Namenlosen in Helgoland

Unter den Rettern gab es zahlreiche Todesopfer während der Rettungsoperationen. Die Royal National Lifeboat Association führt über 400 an. Zu den tragischsten Fällen gehörten
- 1886 kamen vierzehn der insgesamt sechzehn Besatzungsmitglieder der beiden kenternden Rettungsboote Laura Janet aus Southport und Eliza Fernley aus Lancashire beim Versuch, die Besatzung der deutschen Mexico zu bergen, ums Leben.
- 1967 wurden der Seenotkreuzer Adolph Bermpohl und sein Tochterboot Vegesack nach der zunächst erfolgreichen Bergung der Besatzung eines niederländischen Fischerbootes nach einem Sturm in Hurrikanstärke beschädigt und ohne Besatzung aufgefunden. Monate später konnten drei der Besatzungsmitglieder tot geborgen werden, das vierte wurde nie gefunden. Auch die drei zunächst geretteten niederländischen Fischer kamen bei dem Unfall ums Leben.
- In der Nacht vom 1. auf den 2. Januar 1995 kenterte der deutsche Seenotkreuzer Alfried Krupp (Station Borkum) westlich von Borkum auf der Rückfahrt von einem Einsatz durch. Dabei kamen zwei Rettungsmänner ums Leben.

## Ehrung und Erinnerung
Ein Beispiel für eine Auszeichnung für Lebensretter ist die Italienische Rettungsmedaille zur See. Zur Ehrung der Retter wurden Denkmale an Orten der Verluste von Rettungsbooten und deren Besatzung errichtet. Auch gibt es nationale Gedenkstätten für die bei der Seenotrettung umgekommenen Retter.

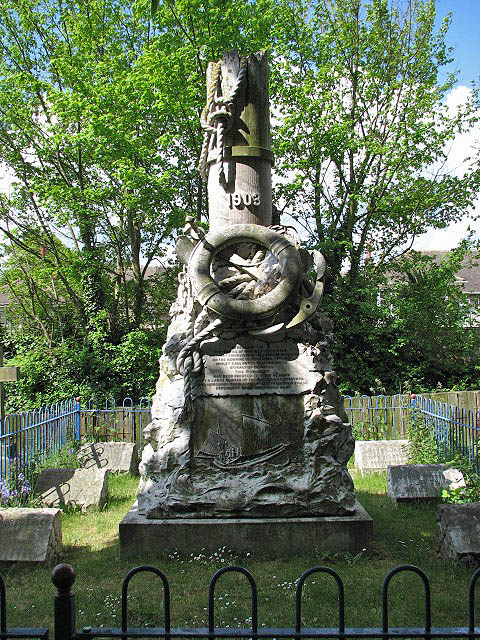
Mahnmal für neun ertrunkene Seenotretter, Caister
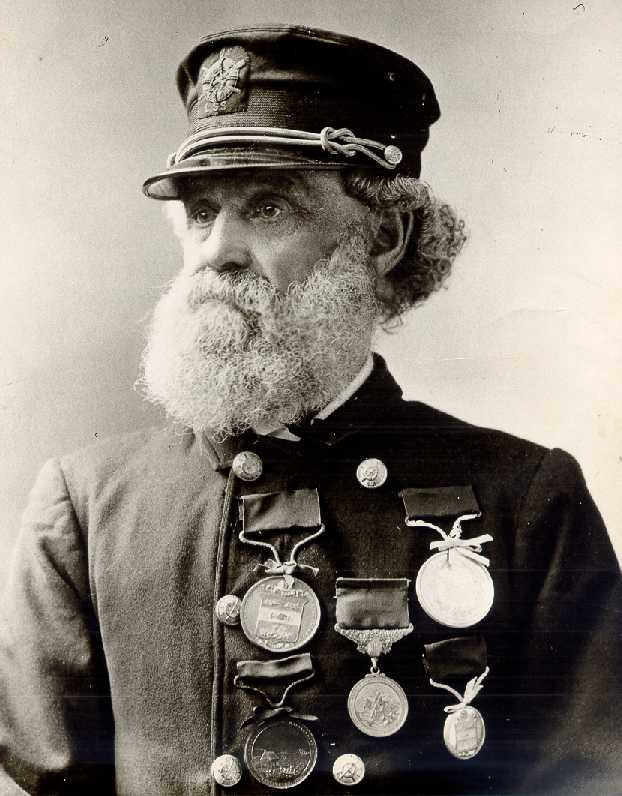
Joshua James mit Lifesaving Medal
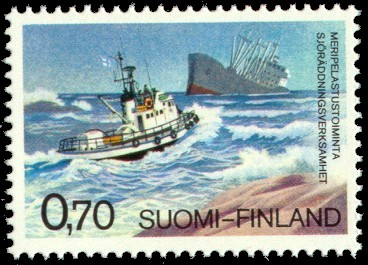
Briefmarke, Finnland 1975
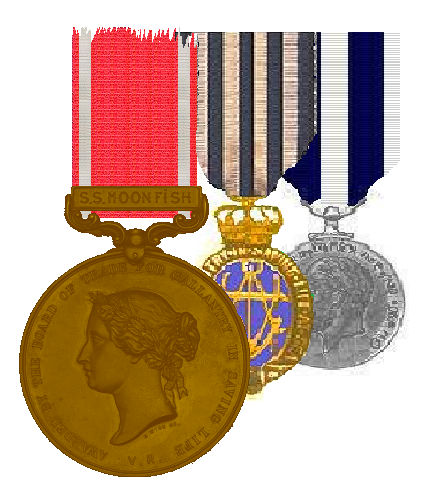
Britische Seenotrettungsmedaillen
Bandschnalle in Bronze, Deutsche Bundeswehr
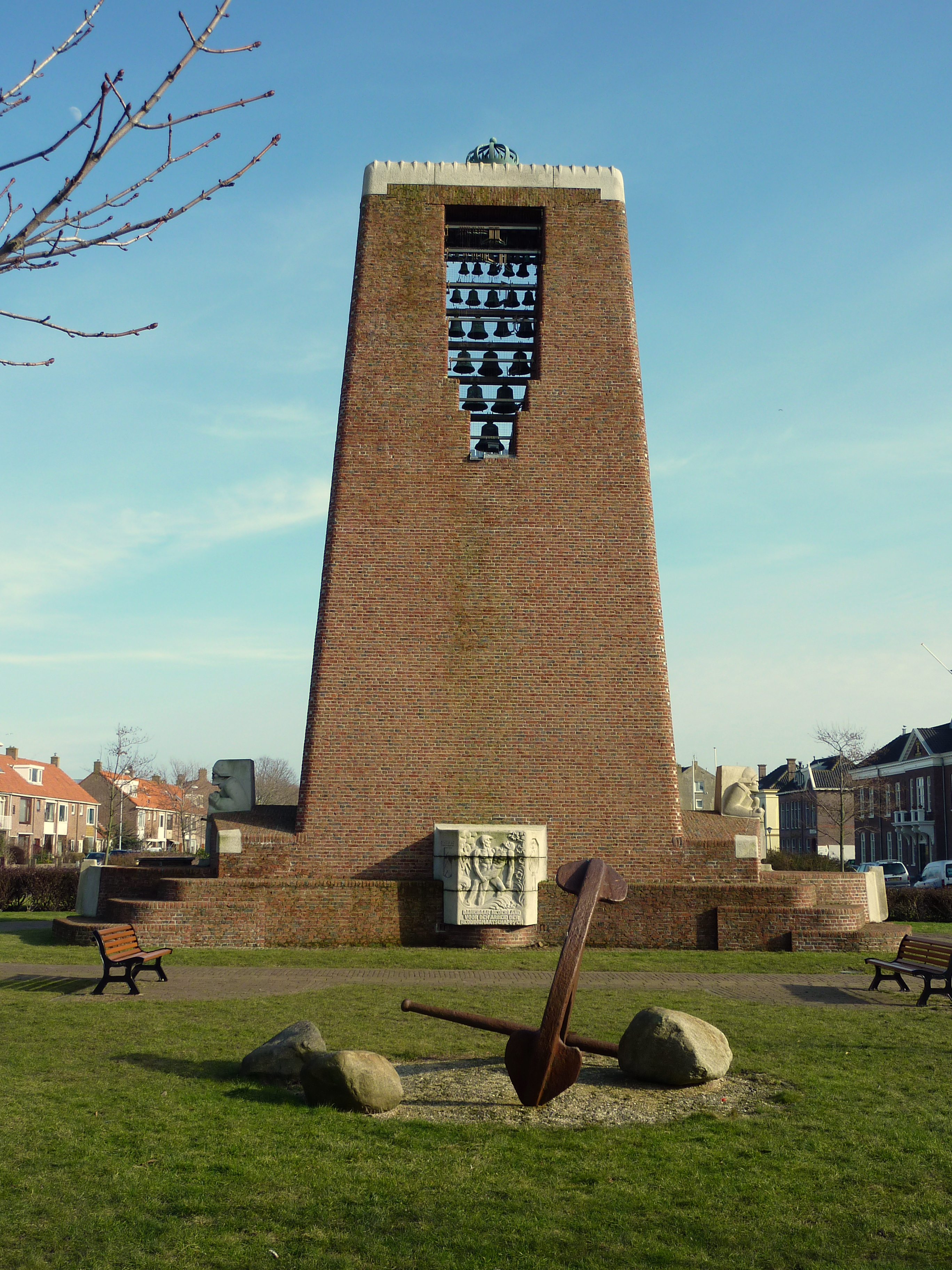
Denkmal zum Seerettungswesen in Den Helder (NL)
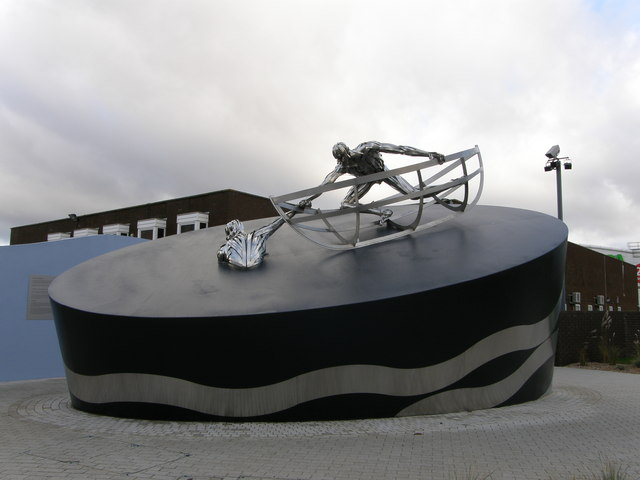
RNLI-Skulptur der Erinnerung in Poole